# Adelheidring 16

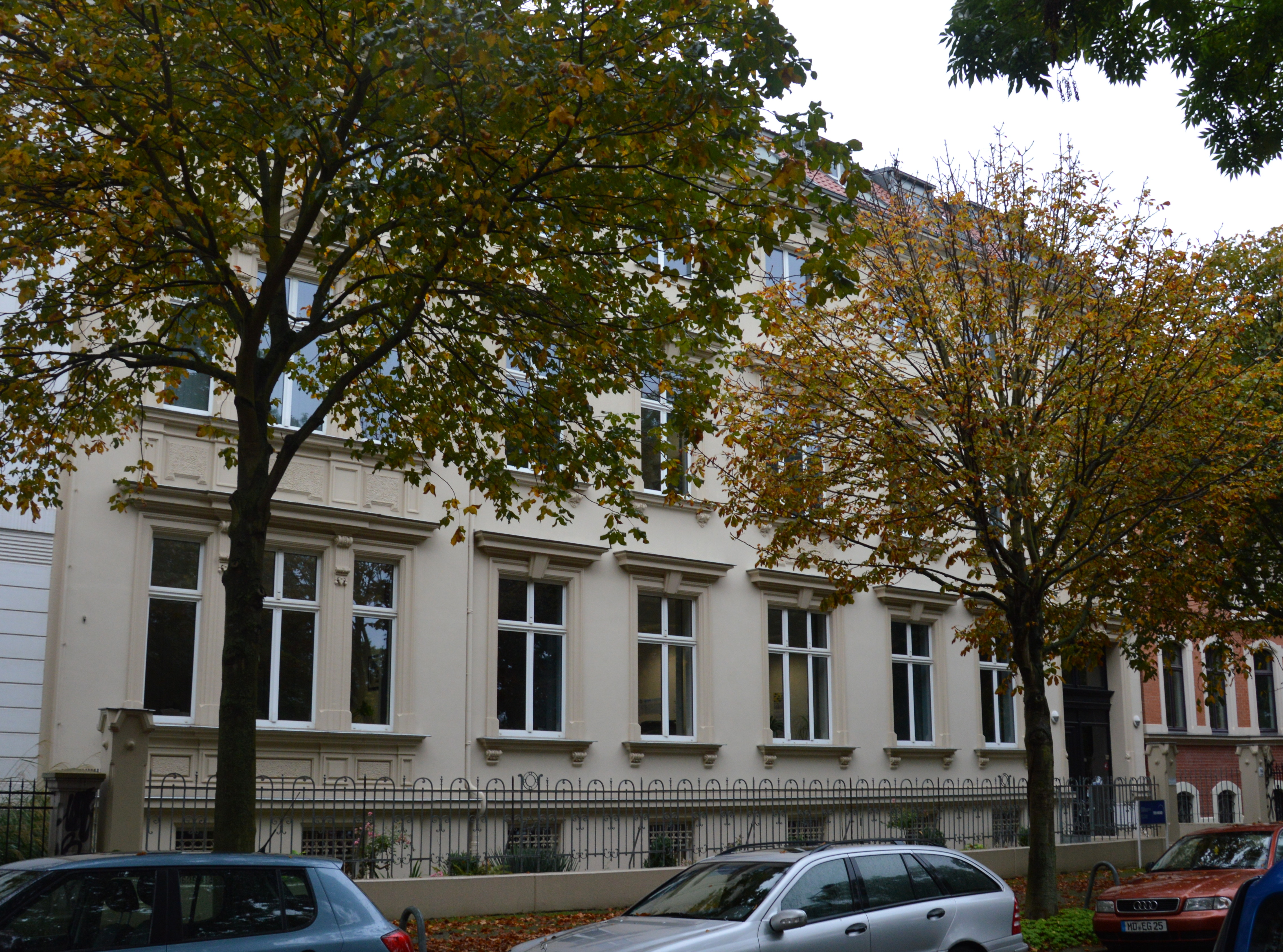
Haus Adelheidring 16

Das Haus Adelheidring 16 ist ein denkmalgeschütztes Wohn- und Geschäftshaus in Magdeburg in Sachsen-Anhalt.

## Lage
Es befindet sich im Magdeburger Stadtteil Stadtfeld Ost auf der Westseite der Straße Adelheidring. Nördlich grenzt das gleichfalls denkmalgeschützte Haus Adelheidring 15, südlich das Haus Adelheidring 17 an, mit denen gemeinsam es das Straßenbild prägt.

## Architektur und Geschichte
Das dreigeschossige verputzte Gebäude entstand in den Jahren 1893/94 als Verwaltungs- und Direktionsgebäude des Magdeburger Vereins für Dampfkesselbetrieb. Gebaut wurde es durch die Firma Sack & Co. Im Haus waren Arbeitsräume für Ingenieure und im Obergeschoss eine Direktorenwohnung untergebracht. Der langgestreckte Bau verfügt über flache Seitenrisalite. Die Gewände der Fenster sowie die Fensterverdachungen sind im Stil der Neorenaissance gestaltet.
Das Gebäude gilt als Zeugnis der Technik- und Wirtschaftsgeschichte Magdeburgs
Im örtlichen Denkmalverzeichnis ist das Wohn- und Geschäftshaus unter der Erfassungsnummer 094 16758 als Baudenkmal verzeichnet.